# Hugh Jackman
Hugh Michael Jackman AC (Sydney, 12 de outubro de 1968) é um ator, cantor, dublador e produtor de cinema australiano e britânico.
Ele ganhou reconhecimento internacional por seus filmes em grande escala, particularmente em personagens de ação/herói ou em personagens românticos. Jackman é mundialmente conhecido por ter interpretado o personagem Wolverine na franquia X-Men e no filme Deadpool & Wolverine (2024), da Marvel Studios. Outros filmes importantes na carreira do ator são Van Helsing: O Caçador de Monstros, Real Steel, Kate & Leopold, The Prestige, Australia, Les Misérables e Prisoners.
Em 2009, Jackman foi o anfitrião da Cerimônia do Óscar, e no ano seguinte foi escolhido como o Ator Mais Sexy do Mundo pela revista People. Foi indicado ao Oscar de Melhor Ator por sua atuação em Les Misérables, mas perdeu para Daniel Day-Lewis.
Jackman se encontra a caminho do EGOT, que são os quatro prêmios mais importantes no mundo artístico: o Emmy pela performance na televisão, o Grammy pela performance na música, o Oscar pela performance no cinema e o Tony pela performance no teatro. O ator já possui o Emmy, o Grammy e o Tony, faltando-lhe apenas o Oscar para se tornar um artista EGOT.

## Biografia
Nascido em Sydney de parentesco inglês, Hugh é caçula de cinco filhos e o segundo a nascer nas terras australianas. Seus pais, Chris Jackman e Grace Watson, são britânicos e eram cristãos devotos, tendo sido convertido pelo evangelista Billy Graham depois do casamento. Ele também tem uma meia-irmã mais nova, a partir do segundo casamento de sua mãe. Seus pais se divorciaram quando ele tinha oito anos e Jackman permaneceu na Austrália, com seu pai e dois irmãos, enquanto sua mãe mudou-se de volta para a Inglaterra com suas duas irmãs.

### Infância
Quando criança, Jackman gostava de ar livre, passava muito tempo na praia e em acampamentos e as férias por toda a Austrália. Ele queria ver o mundo: "Eu costumava passar noites olhando para atlas, eu decidi que queria ser um chef em um avião porque eu tinha estado em um avião e havia comida a bordo, eu presumi que havia um chef. Pensei que seria um trabalho ideal."

### Colegial
Hugh frequentou uma escola apenas para meninos, a Knox Grammar School, onde estrelou a produção do musical My Fair Lady, em 1985. No ano seguinte, passou um ano trabalhando na Uppingham School, na Inglaterra. Hugh Jackman tem grande grau de comunicação por ter feito jornalismo na Universidade de Tecnologia de Sydney, Austrália. Depois de ter se formado, fez Artes Dramáticas na Western Australia Academy of Performing Arts. Logo depois, conseguiu um papel no drama Corelli, de 1995, com Deborra-Lee Furness, que viria mais tarde a ser sua esposa.

### Cantor
Como cantor, Hugh estrelou no papel de Gaston na produção australiana A Bela e a Fera e também apareceu como Joe Gillis na produção australiana Sunset Boulevard. O ator também fez uma participação especial na música You've Got The Look de The Lonely Island.

### Cinema
Em 1999, Jackman fez o filme Erskineville Kings, que lhe rendeu uma indicação ao Australian Film Institute na categoria Melhor Ator em 1999. Encontrou o sucesso ao interpretar no cinema o personagem dos X-Men, Wolverine.
Jackman ganhou um Tony (Prêmio para melhor Ator de Musical) em 2004, quando interpretou Peter Allen em The Boy from Oz. Foi um dos atores cotados para o papel de James Bond após a saída de Pierce Brosnan.

## Vida pessoal
Hugh Jackman casou-se no dia 11 de abril de 1996, com Deborra-Lee Furness, que conheceu ao atuar em Corelli. A sua mulher sofreu dois abortos espontâneos, por isso decidiram adotar duas crianças: Oscar Maximillian, de 16 anos, e Ava Eliot, de 11 anos. Ele mesmo fez o design do anel de noivado para sua mulher e, nas alianças de casamento, estava gravada a seguinte frase em sânscrito: "Om paramar mainamar", traduzido como "Nós dedicamos nossa união a uma força maior". Em novembro de 2013 o ator contou, através da sua conta no Instagram, que tem cancer de pele. Hugh Jackman teve de ser submetido a uma cirurgia para retirar um carcinoma no nariz.
Em 15 de setembro de 2023, Hugh Jackman e Deborra-Lee Furness anunciaram a separação após 27 anos de casamento.

## Indicações e prêmios

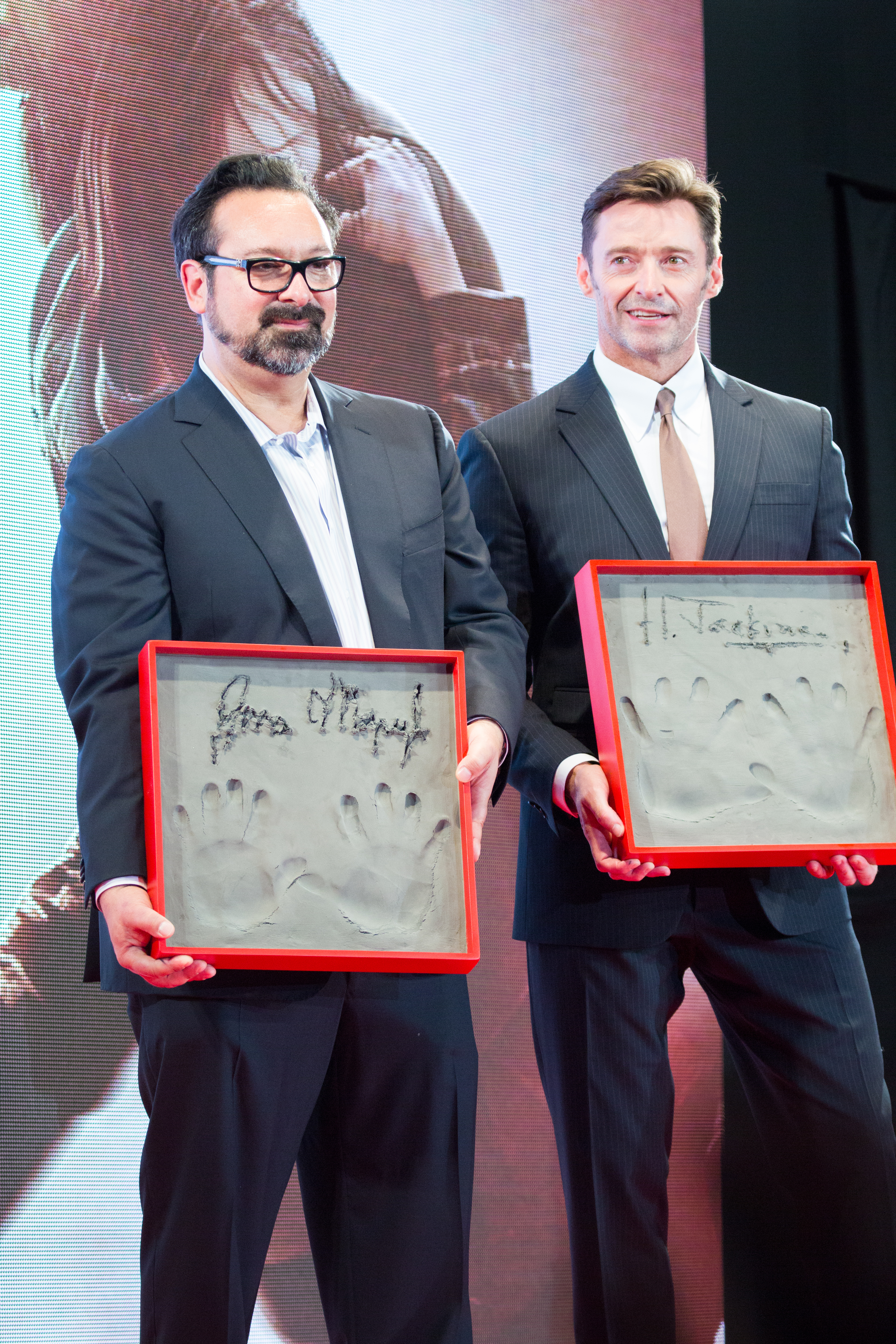
Com James Mangold, na première de Logan no Japão (Tóquio, 24 de Maio de 2017).

- Recebeu uma indicação ao Óscar, na categoria de Melhor Ator, por sua atuação em Les Misérables (2012).
- Recebeu uma indicação ao Globo de Ouro, na categoria de Melhor Ator – Drama, por sua atuação em The Son (2022).[11][12]
- Recebeu uma indicação ao Globo de Ouro, na categoria de Melhor Ator - Comédia/Musical, por sua atuação em Kate & Leopold (2001), O Rei do Show (2017), e ganhou por Les Misérables (2012).
- Recebeu uma indicação ao Prémio Screen Actors Guild, na categoria de Melhor Ator Principal, por sua atuação em Les Misérables (2012) e outra na categoria de Melhor Elenco, por sua atuação em Les Misérables (2012).
- Recebeu uma indicação ao BAFTA, na categoria de Melhor Ator Principal, por sua atuação em Les Misérables (2012)
- Ganhou o Tony, na categoria de Melhor Ator em um Musical, por The Boy from Oz (2004). Foi indicado novamente na mesma categoria em 2022, pelo musical The Music Man.
- Recebeu uma indicação ao Teens Choice Awards 2009 de Melhor Ator de Ação e Aventura, por X-Men Origens: Wolverine (2009).
- Ganhou o Spike Video Game Awards 2009 de Melhor Interpretação Masculina por X-Men Origins: Wolverine
- Homenageado em 2018 com o Legend of Cinema Award – SCAD (Savannah College of Art and Design)

## Filmografia

### Cinema
| Ano  | Título do Filme                         | Nome do Personagem             | Nota                                        |
| ---- | --------------------------------------- | ------------------------------ | ------------------------------------------- |
| 1999 | Erskineville Kings                      | Wace                           |                                             |
| 1999 | Paperback Hero                          | Jack Willis                    |                                             |
| 2000 | X-Men                                   | Logan / Wolverine              |                                             |
| 2001 | Someone Like You                        | Eddie Alden                    |                                             |
| 2001 | Swordfish                               | Stanley Jobson                 |                                             |
| 2001 | Kate & Leopold                          | Leopold                        |                                             |
| 2003 | X-Men 2                                 | Logan / Wolverine              |                                             |
| 2004 | Van Helsing                             | Gabriel Van Helsing            |                                             |
| 2006 | X-Men: The Last Stand                   | Logan / Wolverine              |                                             |
| 2006 | The Fountain                            | Tom Creo                       |                                             |
| 2006 | The Prestige                            | Robert Angier                  |                                             |
| 2006 | Happy Feet                              | Memphis                        | Voz                                         |
| 2006 | Flushed Away                            | Rodney "Roddy" St. James       | Voz                                         |
| 2006 | Scoop                                   | Peter Lyman                    |                                             |
| 2008 | Australia                               | Drover                         |                                             |
| 2008 | Deception                               | Wyatt Bose                     |                                             |
| 2009 | X-Men Origens: Wolverine                | Logan / Wolverine              |                                             |
| 2009 | Oh My God                               | Ele mesmo                      |                                             |
| 2011 | X-Men: First Class                      | Logan / Wolverine              | Participação especial                       |
| 2011 | Real Steel                              | Charles "Charlie" Kenton       |                                             |
| 2012 | Rise of the Guardians                   | Coelhão                        | Voz                                         |
| 2012 | Les Misérables                          | Jean Valjean                   |                                             |
| 2013 | Movie 43                                | Davis                          |                                             |
| 2013 | The Wolverine                           | Logan / Wolverine              |                                             |
| 2013 | Prisoners                               | Keller Dover                   |                                             |
| 2014 | X-Men: Days of Future Past              | Logan / Wolverine              |                                             |
| 2014 | Night at the Museum: Secret of the Tomb | Ele mesmo                      | Participação especial                       |
| 2015 | Chappie                                 | Vincent Moore                  |                                             |
| 2015 | Pan                                     | Blackbeard                     |                                             |
| 2016 | Eddie the Eagle                         | Bronson Peary                  |                                             |
| 2016 | X-Men: Apocalypse                       | Logan / Wolverine / Arma X     | Participação especial                       |
| 2017 | Logan                                   | Logan / Wolverine / X-24       |                                             |
| 2017 | The Greatest Showman                    | P. T. Barnum                   |                                             |
| 2018 | Deadpool 2                              | Logan / Wolverine              | Cena de arquivo de X-Men Origins: Wolverine |
| 2018 | The Front Runner                        | Gary Hart                      |                                             |
| 2019 | Missing Link                            | Sir Lionel Frost               | Voz                                         |
| 2019 | Bad Education                           | Dr. Francis A. "Frank" Tassone |                                             |
| 2020 | The New Mutants                         | Logan / Wolverine              | Arquivo de Fotografia                       |
| 2021 | Free Guy                                | Avatar Mascarado em um Beco    | Participação Especial, voz                  |
| 2021 | Reminiscence                            | Nicolas "Nick" Bannister       |                                             |
| 2022 | The Son                                 | Peter Miller                   |                                             |
| 2024 | Deadpool & Wolverine                    | Logan / Wolverine              |                                             |
| TBA  | The Son                                 | Peter                          | Filmando                                    |

### Jogos
| Título                   | Ano  | Papel                 | Referência |
| ------------------------ | ---- | --------------------- | ---------- |
| Van Helsing              | 2004 | Van Helsing           |            |
| X-Men: The Official Game | 2006 | James "Logan" Howlett |            |
| X-Men Origins: Wolverine | 2009 | James "Logan" Howlett |            |

## Discografia

### Trilhas sonoras
| Ano  | Álbum                                                          | Música                                                                                      |
| ---- | -------------------------------------------------------------- | ------------------------------------------------------------------------------------------- |
| 2003 | The Boy from Oz (Original Broadway Cast)                       | "The Lives of Me"                                                                           |
| 2003 | The Boy from Oz (Original Broadway Cast)                       | "When I Get My Name In Lights-Reprise"                                                      |
| 2003 | The Boy from Oz (Original Broadway Cast)                       | "Love Crazy" feat. Timothy A. Fitz-Gerald                                                   |
| 2003 | The Boy from Oz (Original Broadway Cast)                       | "Only an Older Woman" feat. Isabel Keating & Timothy A. Fitz-Gerald and John Hill           |
| 2003 | The Boy from Oz (Original Broadway Cast)                       | "Best That You Can Do" feat. Stephanie J. Block                                             |
| 2003 | The Boy from Oz (Original Broadway Cast)                       | "Come Save Me" feat. feat. Stephanie J. Block                                               |
| 2003 | The Boy from Oz (Original Broadway Cast)                       | "Continental American"                                                                      |
| 2003 | The Boy from Oz (Original Broadway Cast)                       | "Quiet Please, There's a Lady on Stage" feat. Isabel Keating                                |
| 2003 | The Boy from Oz (Original Broadway Cast)                       | "I'd Rather Leave While I'm in Love" feat. Stephanie J. Block                               |
| 2003 | The Boy from Oz (Original Broadway Cast)                       | "Not the Boy Next Door" feat. Beth Fowle                                                    |
| 2003 | The Boy from Oz (Original Broadway Cast)                       | "Bi-Coastal" feat. Colleen Hewett & Dylan Speedy                                            |
| 2003 | The Boy from Oz (Original Broadway Cast)                       | "If You Were Wondering" feat. Jarrod Emick                                                  |
| 2003 | The Boy from Oz (Original Broadway Cast)                       | "Everything Old Is New Again"                                                               |
| 2003 | The Boy from Oz (Original Broadway Cast)                       | "Love Don't Need a Reason" feat. Jarrod Emick                                               |
| 2003 | The Boy from Oz (Original Broadway Cast)                       | "I Still Call Australia Home" feat. Colleen Hawks, Stephanie Kirtzuba & Tari Kelly          |
| 2003 | The Boy from Oz (Original Broadway Cast)                       | "Once Before I Go"                                                                          |
| 2003 | The Boy from Oz (Original Broadway Cast)                       | "Finale: I Go to Rio"                                                                       |
| 2003 | The Boy from Oz (Original Broadway Cast)                       | "Tenterfield Saddler"                                                                       |
| 2006 | Happy Feet (Music from the Motion Picture)                     | "Kiss Mash-Up With Heartbreak Hotel" feat. Nicole Kidman                                    |
| 2006 | Flushed Away - Music From The Motion Picture                   | "Ice Cold Rita" feat. The Slugs                                                             |
| 2012 | Les Misérables (Highlights from the Motion Picture Soundtrack) | "Look Down" feat. Russel Crowe & Convicts                                                   |
| 2012 | Les Misérables (Highlights from the Motion Picture Soundtrack) | "Valjean's Soliloquy"                                                                       |
| 2012 | Les Misérables (Highlights from the Motion Picture Soundtrack) | "At the End of the Day" feat. Anne Hathaway, Factory Girls & Les Misérables Cast            |
| 2012 | Les Misérables (Highlights from the Motion Picture Soundtrack) | "Fantine’s Arrest" feat. Anne Hathaway & Russel Crowe                                       |
| 2012 | Les Misérables (Highlights from the Motion Picture Soundtrack) | "Who Am I?"                                                                                 |
| 2012 | Les Misérables (Highlights from the Motion Picture Soundtrack) | "Fantine’s Death" feat. Anne Hathaway                                                       |
| 2012 | Les Misérables (Highlights from the Motion Picture Soundtrack) | "The Confrontation" feat. Russel Crowe                                                      |
| 2012 | Les Misérables (Highlights from the Motion Picture Soundtrack) | "The Bargain" feat. Isabelle Allen, Helena Bonham Carter & Sacha Baron Cohen                |
| 2012 | Les Misérables (Highlights from the Motion Picture Soundtrack) | "Suddenly"                                                                                  |
| 2012 | Les Misérables (Highlights from the Motion Picture Soundtrack) | "The Convent" feat. Les Misérables Cast                                                     |
| 2012 | Les Misérables (Highlights from the Motion Picture Soundtrack) | "The Robbery" feat. Sasha Baron Cohen, Helena Bonham Carter, Samantha Barks & Russell Crowe |
| 2012 | Les Misérables (Highlights from the Motion Picture Soundtrack) | "Bring Him Home"                                                                            |
| 2012 | Les Misérables (Highlights from the Motion Picture Soundtrack) | "The Sewers" feat. Sasha Baron Cohen                                                        |
| 2012 | Les Misérables (Highlights from the Motion Picture Soundtrack) | "A Heart Full of Love (Reprise)" feat. Amanda Seyfried, Eddie Redmayne & Patrick Godfrey    |
| 2012 | Les Misérables (Highlights from the Motion Picture Soundtrack) | "Valjean’s Confession" feat. Eddie Redmayne                                                 |
| 2017 | The Greatest Showman                                           |                                                                                             |

### Coletâneas
| Ano  | Álbum                                                      | Música                                                               |
| ---- | ---------------------------------------------------------- | -------------------------------------------------------------------- |
| 1998 | Hey Mr Producer! - The Musical World of Cameron Mackintosh | "Oh, What a Beautiful Mornin' (Oklahoma!)"                           |
| 2005 | Broadway - America's Music (1935-2005)                     | "I Go to Rio" feat. Patrick Vaccariello & Company                    |
| 2006 | Best of / 20th Century - Broadway                          | "Finale: I Go to Rio (The Boy from Oz/Original Cast Recording/2003)" |
| 2007 | Broadway Gold                                              | "Everything Old Is New Again"                                        |